# Antonio Burks
Antonio Cornell Burks (Memphis, 25 febbraio 1980) è un ex cestista statunitense, professionista nella NBA e in Europa.

## Carriera
È stato selezionato dagli Orlando Magic al secondo giro del Draft NBA 2004 (36ª scelta assoluta).

## Palmarès
- Campione NIT (2002)